# Плеяди (звезден куп)
 Тази статия е за звездния куп М45.  За балистичната ракета вижте М45 (ракета).  
Плеядите са разсеян звезден куп, видим с просто око в границите на съзвездието Бик. В каталога на Месие са вписани като М45, докато в българския фолклор са познати като „Квачката с пиленцата“. В купа преобладават млади сини звезди, образувани в последните 100 милиона години. Според съвременните теоретични модели, купът ще съществува още около 250 милиона години, след което ще се разсее в междузвездното пространство, под напора на приливните сили на спиралните ръкави и газово-праховите облаци в Галактиката. Купът е заобиколен от отразяваща мъглявина.

## Наблюдения
Конфигурацията от седем ярки звезди, която в Европа е известна като „Плеядите“, е позната и на повечето народи още от дълбока древност. На небето визуално тя се локализира лесно, тъй като се намира в близост до разпознаваемото съзвездие Орион, а доколкото е в близост до еклиптиката, тя е наблюдаема и от двете земни полукълба, през съответно подходящите сезони. Във Вавилонските звездни записи Плеядите са първи в списъците, тъй като преди 4000 г. те са били в непосредствена близост до равноденствената точка. Те се разпознават като изображение върху находката от Небра, датираща от около 1600 г. пр.н.е. За мореплавателите в Средиземно море, и по-специално за гърците, техният хелиакален изгрев е бил свързан с началото на плавателния сезон. Гръцкото им название ги свързва с океанидата Плейона. За тях се споменава и в Илиада и Одисея на Омир и на други места.
За Плеядите се споменава и в Библията
През 1767, Джон Мичъл изчислява, че вероятността за случайно групиране на такива звезди на толкова малка площ е 1 на 500 000, и правилно приема, че звездите от Плеядите са физически свързани, а не са отдалечени една от друга звезди, които случайно се проектират на едно място. Освен това, звездите имат еднакво, по големина и посока, собствено движение, което показва още веднъж, че те са физически свързани. През 1771, Шарл Месие включва звездния куп в своя каталог на кометоподобните обекти, заедно с мъглявината Орион и Ракообразната мъглявина. През 1989, сателитът Хипаркос, изпратен да измери точните паралакси на звездите, измерва приетото разстояние от 135 pc.

## Състав
Линейният диаметър на купа е 12 св.г. и наброява не по-малко от 500 звезди. Преобладават млади, сини звезди, като в безоблачна, ясна нощ далеч от градските светлини могат да се видят до 14 от тях. Общата маса на купа се оценява на 800 слънчеви маси.
Възможно е купът да съдържа кафяви джуджета, които да представляват около 1/4 от звездите в купа, но допринасят за по-малко от 2% от масата. Наблюдението на кафяви джуджета в млади звездни купове представлява интерес за астрономите, понеже в ранните етапи от тяхната еволюция, кафявите джуджета излъчват светлина, докато тези в старите звездни купове са вече изстинали. В купа се срещат и няколко бели джуджета, въпреки че звездите нямат време да еволюират до крайна фаза за толкова кратко време. Обяснението е, че те са били масивни сини звезди, част от двойна система, което е ускорило тяхната еволюция.  Обяснението е, че те са били масивни сини звезди, част от двойна система, което е ускорило тяхната еволюция.
Останалата от протозвездния облак материя образува слаба отражателна мъглявина.

## Разстояние
Определянето на разстоянието до звездните купове е от особена важност за съвременната астрономия, понеже характерните галактични разстояния са от особена важност за определяне на мащаба на Вселената. Сегашните оценки са за разстояние от около 440 св.г., или 135 парсека. Измерването на разстоянието до купа е възможно, с използване на метода на годишния паралакс, понеже разстоянието до купа е сравнително малко. Точното познаване на разстоянието е важно за точното начертаване на диаграмата спектър-светимост, а при сравняването на тази диаграма, с диаграмата на други звездни купове, може да се определи разстоянието до тях.

## Възраст
Възрастта на звездния куп се оценява, като се сравняват положенията на звездите по диаграмата Херцшпрунг-Ръсел с моделите за звездна еволюция. Оказва се, че възрастта на Плеядите е между 75 и 150 милиона години.
Друг начин за определяне на възрастта на купа е да изследваме малките звезди. При термоядрените реакции в нормалните звезди, литият бързо се разрушава, но при кафявите джуджета горенето на литий е последна стъпка в термоядрените реакции. При това положение, количеството на останалия литий е обратна функция на възрастта. Оценките за възрастта на купа по този метод възлизат на 115 милиона години.

## Данни за звездите
| Име      | Означение                      | Звездна величина         | Спектрален клас |
| -------- | ------------------------------ | ------------------------ | --------------- |
| Алциона  | {\displaystyle \eta } (25) Бик | 2,86                     | B7IIIe          |
| Атлас    | 27 Бик                         | 3,62                     | B8III           |
| Електра  | 17 Бик                         | 3,70                     | B6IIIe          |
| Мая      | 20 Бик                         | 3,86                     | B7III           |
| Меропа   | 23 Бик                         | 4,17                     | B6IVev          |
| Тайгета  | 19 Бик                         | 4,29                     | B6V             |
| Плейона  | 28 (BU)Бик                     | 5,09 (променлива звезда) | B8IVep          |
| Калеано  | 16 Бик                         | 5,44                     | B7IV            |
| Астеропа | 21 и 22 Бик                    | 5,64; 6,41               | B8Ve/B9V        |
| —        | 18 Бик                         | 5,65                     | B8V             |

## Как да намерите Плеяди
Плеядите се намират между 28 градуса Телец и 0 градуса Близнаци и всяка година, когато Слънцето преминава през това място на Зодиака, а това е от 17 до 23 май, можем да получим достъп до тяхната енергия.
Избягвайте нощите с лунна светлина и се отдалечете от светлинното замърсяване, колкото можете.
Обърнете се на север и намерете съзвездието Орион. Обикновено известни като Ловецът, звездите на това съзвездие са разположени по протежение на небесния екватор. Три звезди в средата на съзвездието образуват пояса на Орион.
Намерете Бетелгейзе, най-ярката звезда на Орион. Той е над първата от трите звезди, които образуват пояс Орион. След това намерете звездата Алдебаран в Телец. Това е ярка звезда в унисон с Бетелгейзе, но вдясно. Начертайте въображаема линия между Бетелгейзе и Алдебаран. Удължете отново въображаемата линия, така че сега тя да е два пъти по-дълга и приблизително 10 градуса по-висока от Aldebaran. Завършете линията, когато стигнете до струпване на ярки звезди, близко една до друга. Това е съзвездието Плеяди.
Намерете шест до девет от звездите в тази група. Трябва да можете да ги изглеждате без помощ. С бинокъл трябва да можете да видите до 14 звезди. Телескопите не се препоръчват за гледане на Плеядите, тъй като телескопът всъщност ограничава това, което можете да видите от това конкретно съзвездие.
Най-ярката звезда в това съзвездие е Алцион и когато се срещне със Слънцето в съвпад, порталът достига своя връх и това е 20 май.

## В културата
Наименованието на купа и звездите в него идва от гръцката митология, където те са наричани „седемте сестри“, тъй като са смятани от пренесените на небето Плеяди, седемте дъщери на титана Атлас и океанидата Плейона.
В много европейски народни вярвания – например френското им традиционно название е La Poussiniere (буквално, „пилчарникът“) – Плеядите са оприличавани на квачка с нейните пиленца – в средата на групата е най-ярката звезда (Алкиона), оградена от останалите по-малки.
В традиционния български фолклор се смята, че в периода, когато Квачката не се вижда на небето – между Гергьовден и Летни Тодоровден – тя ляга някъде да мъти яйцата си. Повторната поява на Квачката с новите ѝ пиленца се свързва с риск от появата на различни болести по добитъка – след излизането си от полога, тя отърсва от себе си нечиста перушина, която пада по земята и предизвиква болестите. По тази причина има обичай добитъкът да се прибира под покрив в нощта срещу Летни Тодоровден.
За Маорите хелиакалният изгрев на Плеядите бележи началото на новата година, така че названието „Матарики“ се използва и за двете.
Много вярвания се породили и сред моряците, които ползвали Плеяди като ориентир по време на плаванията си. Източните славяни наричали купа Стожери или Стожари (сто огъня) и смятали, че те пазели земята от зли сили.
Японската марка коли „Субару“ идва от японското наименование на Плеядите, „Субару“ е и наименованието на най-големия японски телескоп, в обсерваторията Мауна Кеа на Хаваите.